# Záhrada
Záhrada é um filme de drama eslovaco de 1995 dirigido e escrito por Martin Šulík, Marek Leščák e Ondrej Šulaj. Foi selecionado como representante da Eslováquia à edição do Oscar 1996, organizada pela Academia de Artes e Ciências Cinematográficas.

## Elenco
- Marián Labuda
- Roman Luknár
- Zuzana Šulajová
- Jana Švandová
- Katarína Vrzalová